# Źródliska Wzgórz Sokólskich
Źródliska Wzgórz Sokólskich este o arie protejată (sit de importanță comunitară — SCI) din Polonia întinsă pe o suprafață de 49,11 ha, integral pe uscat.

## Localizare
Centrul sitului Źródliska Wzgórz Sokólskich este situat la coordonatele 53°38′00″N 23°28′44″E / 53.6334°N 23.479°E.

## Înființare
Situl Źródliska Wzgórz Sokólskich a fost declarat sit de importanță comunitară în decembrie 2012 pentru a proteja 3 specii de plante și 4 specii de animale.

## Biodiversitate
Situată în ecoregiunea continentală, aria protejată conține 3 habitate naturale: Izvoare petrifiante cu formare de travertin (Cratoneurion), Mlaștini alcaline, Păduri aluvionare cu Alnus glutinosa și Fraxinus excelsior (Alno-Padion, Alnion incanae, Salicion albae).
La baza desemnării sitului se află mai multe specii protejate:
- plante (3): Hamatocaulis vernicosus, moșișoare (Liparis loeselii), ochii-șoricelului (Saxifraga hirculus)
- mamifere (1): castor (Castor fiber)
- nevertebrate (3): Vertigo angustior, Vertigo geyeri, Vertigo moulinsiana